# Kokkarehosahalli, Kanakapura
Kokkarehosahalli là một làng thuộc tehsil Kanakapura, huyện Ramanagara, bang Karnataka, Ấn Độ.